# Dragão Arena
El Dragão Arena, localitzat a la ciutat portuguesa de Porto,és l'actual pavelló del Futebol Clube do Porto per a les diferents seccions esportives del club: hoquei sobre patins, handbol i bàsquet. Va ser inaugurat el 23 d'abril del 2009 i te una capacitat per 2.177 espectadors. Està ubicat junt a l'estadi de futbol Estádio do Dragão.
Entre la temporada 2008/09 i la 2018/19, per raons de patrocini, va ser conegut per Dragão Caixa.